# Улица Смидовича (Нарьян-Мар)
Улица Смидовича находится в центре Нарьян-Мара и является главной улицей города. На ней расположены здания городской администрации, главпочтамта, администрации Ненецкого автономного округа, Дворец правосудия и культурно-деловой центр «Арктика». Улица Смидовича представляет собой историко-культурный центр города, составляющая которого представлена двухэтажными деревянными зданиями, построенными в 1930—1950-х годах.
Улица расположена между улицей Октябрьская и улицей Сапрыгина. Длина улицы составляет 1180 метров. Участок улицы от площади Ленина до улицы Ненецкой длиной 540 метров с 2000 года является пешеходной зоной, закрытой для автотранспорта.

## История
Первое название — Октябрьский проспект — улица получила 2 апреля 1932 года. Затем 25 марта 1934 года улица была переименована в Заполярный проспект, далее некоторое время она носила название Нарьян-Марский проспект.
17 апреля 1935 года улица названа в честь партийного и государственного деятеля СССР Смидовича Петра Гермогеновича, принявшего активное участие в создании Ненецкого автономного округа.
С 2014 года улица имеет статус историко-охраняемой территории.

## Пересекает или соприкасается
- улица Октябрьская
- площадь Ленина
- улица Ленина
- улица Победы
- улица Тыко Вылки
- улица Ненецкая
- улица Полярная
- улица Хатанзейского
- Улица Сапрыгина

## Здания

Городская администрация
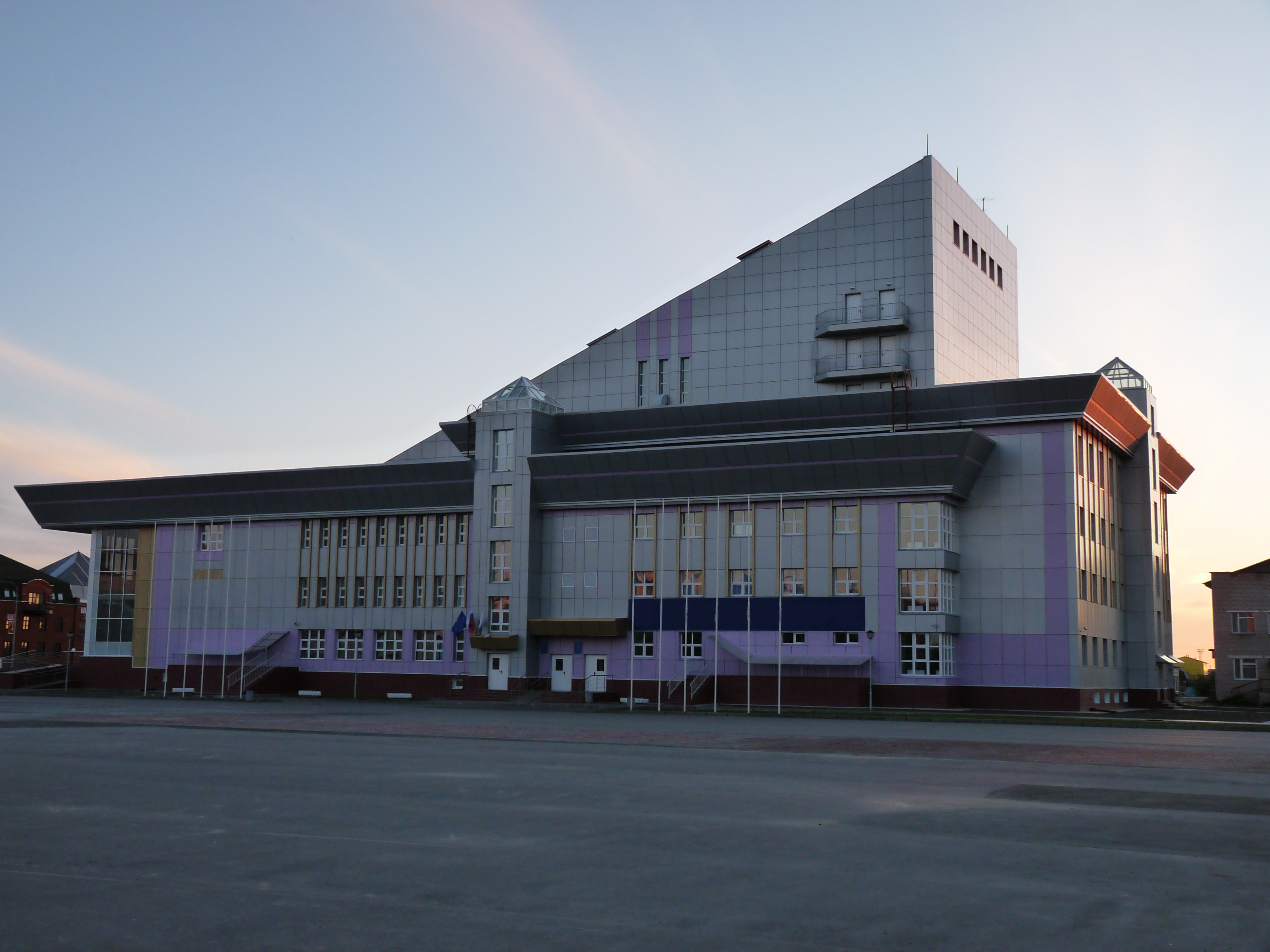
Культурно-деловой центр «Арктика», ул. Смидовича 20А
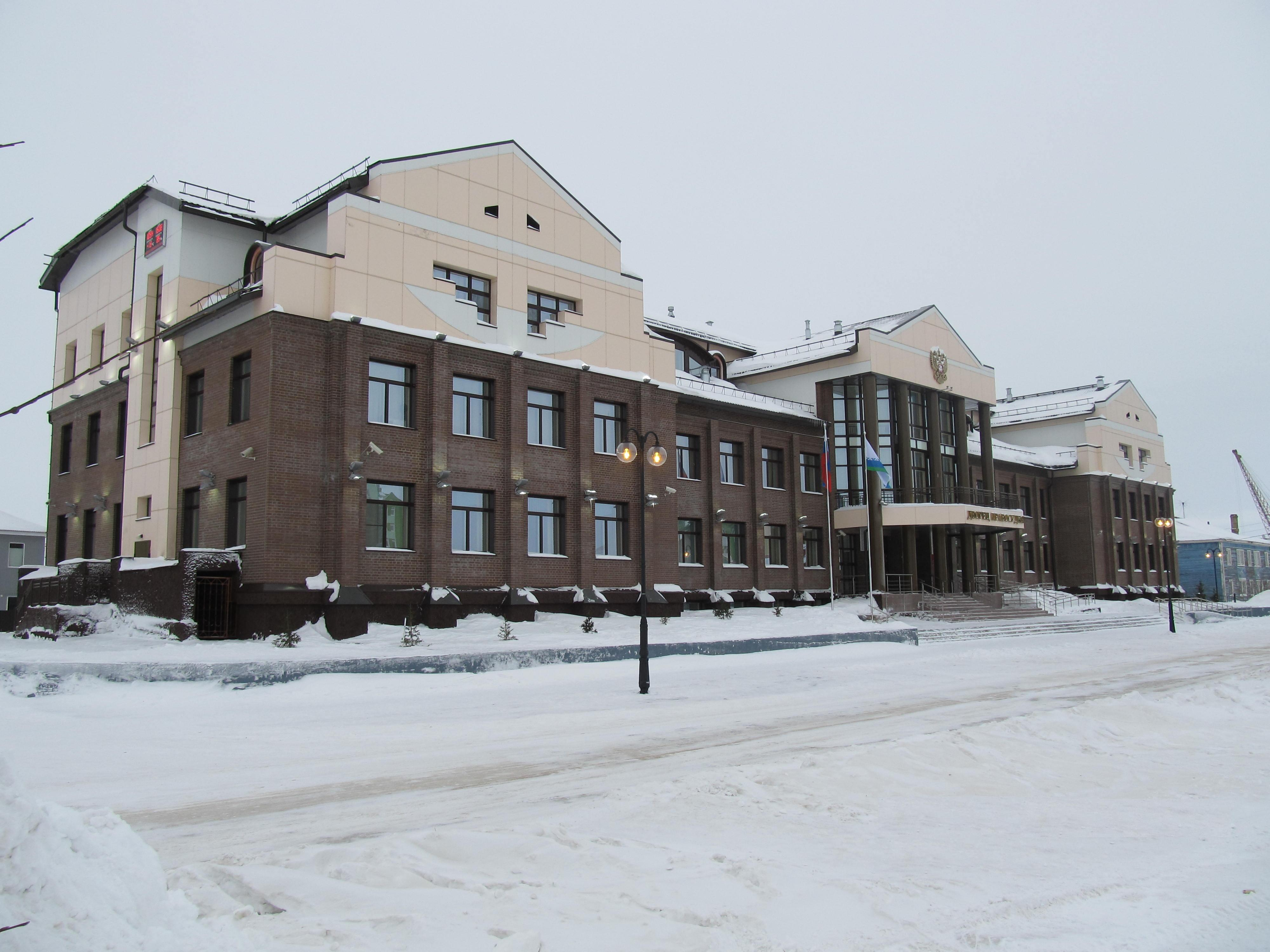
Дворец правосудия, ул. Смидовича 4
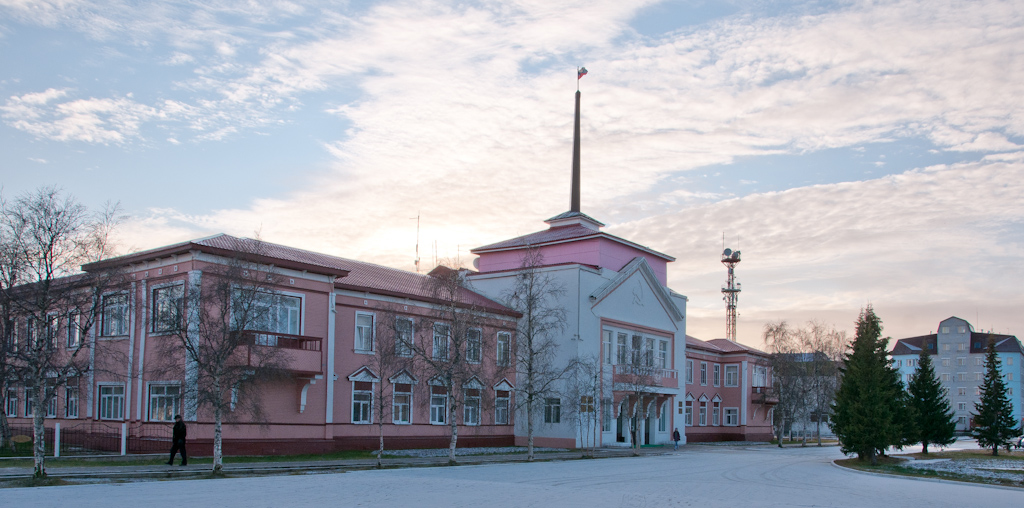
Администрация НАО, ул. Смидовича 20
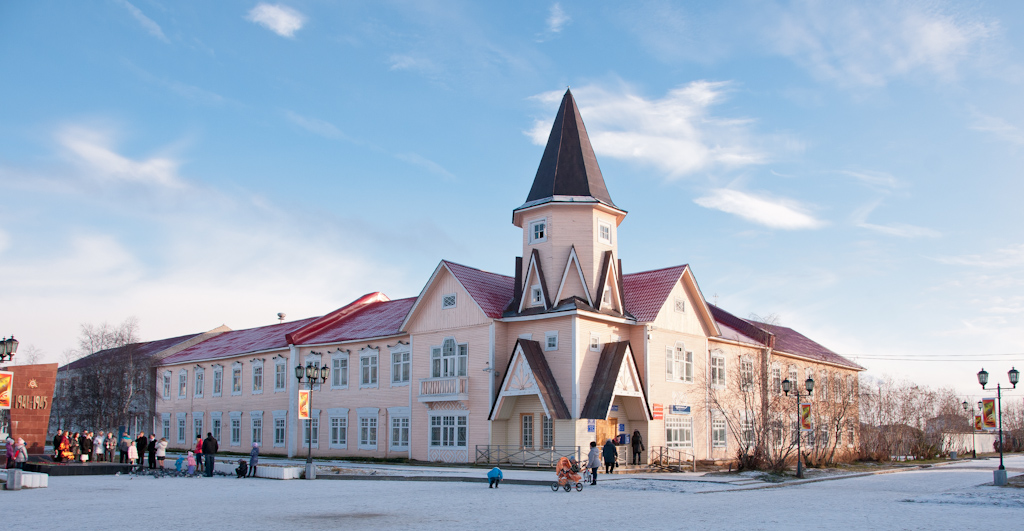
Главпочтамт, ул. Смидовича 25